# Tramwaje w Chiclayo
Tramwaje w Chiclayo − zlikwidowany system komunikacji tramwajowej w peruwiańskim mieście Chiclayo.
Tramwaje w Chiclayo otwarto około 1890. Była to linia tramwaju konnego. Operatorem była spółka Ferrocarril Urbano. Linię tramwajową zlikwidowano w 1930. 